# Kolonia Bronowo
Kolonia Bronowo – nieoficjalna kolonia wsi Bronowo w Polsce położona w województwie pomorskim, w powiecie słupskim, w gminie Kępice.
Osada wchodzi w skład sołectwa Bronowo.
W latach 1975–1998 miejscowość należała administracyjnie do województwa słupskiego
Inne miejscowości o nazwie Bronowo: Bronowo